# Trivero
Trivero (piemontiul: Trivé) település Olaszországban, Piemont régióban, Biella megyében. Lakosainak száma 5582 fő (2018. január 1.). Trivero Camandona, Caprile, Curino, Mezzana Mortigliengo, Mosso, Portula, Pray, Scopello, Soprana, Strona, Vallanzengo, Valle Mosso, Crevacuore és Valle San Nicolao községekkel határos.

## Népesség
A település lakossága az elmúlt években az alábbi módon változott:

| 2017 | 5 689 |
| 2018 | 5 582 |